# Гаврич, Момчило
Момчило Гаврич (серб. Момчило Гаврић; 1 мая 1906, Трбушница, Королевство Сербия — 28 апреля 1993, Белград, Союзная Республика Югославия) — самый молодой участник Первой мировой войны.

## Биография
Родился в Трбушнице, рядом с Лозницей, на склонах горы Гучево, был восьмым ребёнком из одиннадцати в семье Алимпия и Елены Гавричей.

### Первая мировая война

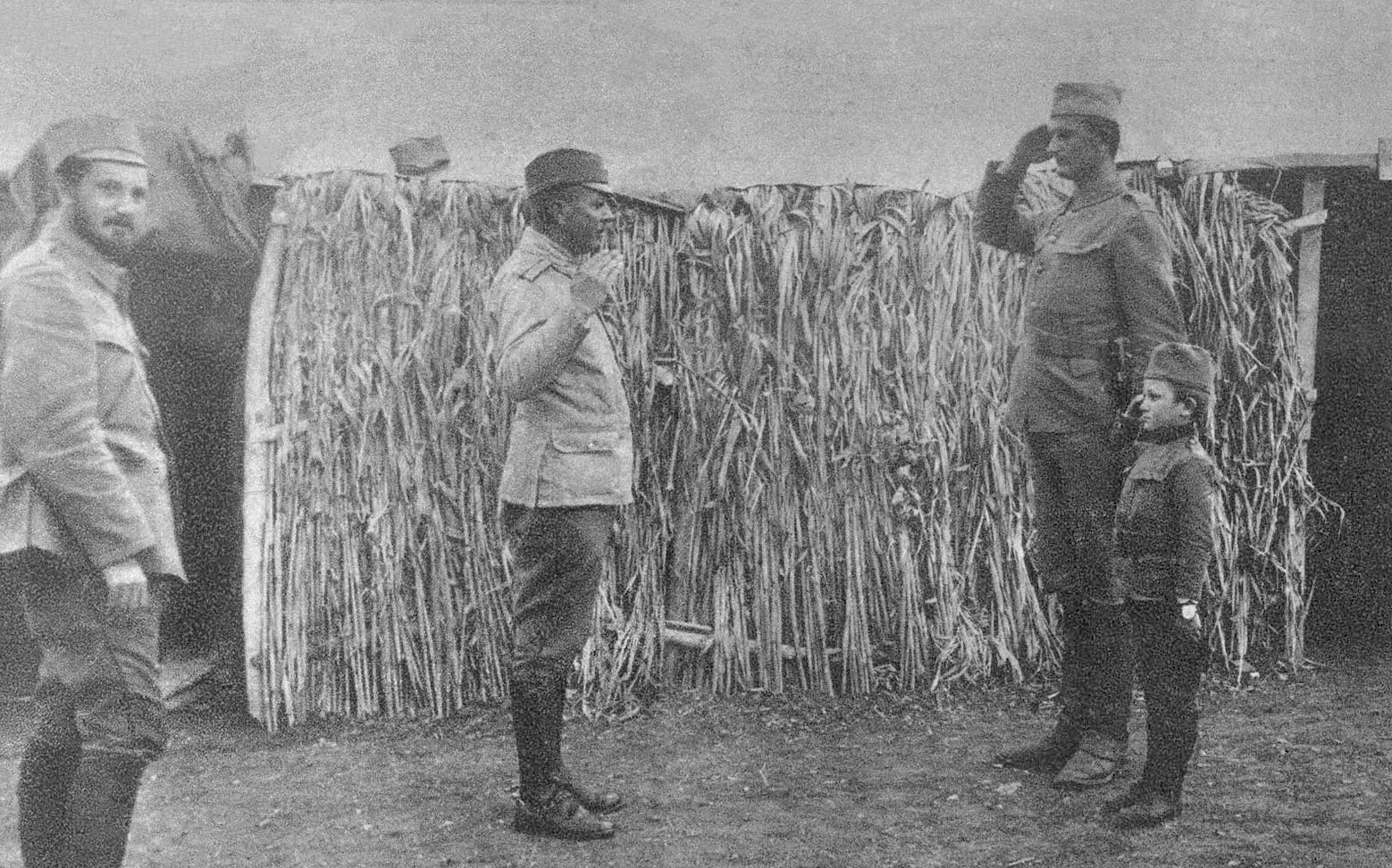
Момчило Гаврич и солдат на докладе майору Туковичу. 1916 год

В начале августа 1914 года австро-венгерские солдаты из 42-й Хорватской дивизии убили его отца, мать, бабушку, трёх сестёр и четверых братьев. Его дом был также сожжён. Момчило выжил, поскольку не был дома, когда случилось нападение: отец ранее отправил его к дяде.
Оставшись без семьи и дома, Момчило добрался до 6-го артиллерийского полка Дринской дивизии сербской армии, стоявшей в то время около Гучево. Майор Стефан Туцович, брат Димитрия Туцовича, принял Гаврича в своё подразделение, узнав о том, что с ним случилось, и назначил Милоша Мишковича, одного из своих солдат, опекуном Гаврича. В тот же вечер он осуществил месть, показав своему отряду расположение австро-венгерских солдат, и участвовал в их обстреле, как впоследствии рассказывал его сын Бранислав Гаврич в интервью.
В возрасте 8 лет после битвы при Цере он был повышен в звании до каплара (капрала) командиром своего подразделения и получил военную форму.
Когда его подразделение было направлено в Салоники, майор Тукович послал его в греческий  Аминдеон, где он экстерном прошёл эквивалент четырёх классов начального образования.
В Каймакчалане, воевода Живочин Мишич был шокирован, когда увидел одетого в форму десятилетнего мальчика в окопах. Майор Туцович объяснил ему ситуацию: что Гаврич был с ними с битвы при Цере и что он был обучен военной дисциплине и получил ранение во время своего пребывания в подразделении. Мишич после этого повысил Гаврича до поднаредника (младшего сержанта), приказ о чём был зачитан перед всей дивизией.

## Послевоенная жизнь
После освобождения Белграда майор Туцович убедился, что Гаврич получит помощь от британской миссии, помогавшей детям, ставшим сиротами из-за войны в Сербии. Он был отправлен в Англию и завершил своё образование в школе Генри Рейта в Фавершеме, Кент (в настоящее время присоединена к гимназии королевы Елизаветы, Фавершем), которую окончил в 1921 году. Он вернулся в Сербию в том же году, после того как премьер-министр Сербии Никола Пашич распорядился вернуть всех детей-сирот в Сербию. В Трбушнице он воссоединился со своими тремя братьями, которые пережили убийство их семьи в 1914 году.
По словам его сына Бранислава, Момчило Гаврич имел проблемы с законом в 1929 году, работая в то время в Шабаце и Белграде: когда он достиг призывного возраста и оказался в военных казармах в Славонска Пожега, то сообщил, что уже служил в армии во время войны. Он также сказал, что он был ранен и получил албанскую памятную медаль. Тем не менее этнический хорват в югославской королевской армии попытался заставить Гаврича подписать признание, что он сказал неправду. Тот отказался и был отправлен в тюрьму, проведя там два месяца. После очередного периода военной службы он вернулся в Белград, где изучал графический дизайн и получил водительские права. В это же время он женился на девушке по имени Косара, вместе с которой работал на бумажной фабрике «Вапа».
Бранислав также рассказывал, что во время Второй мировой войны Момчило дважды сажался в тюрьму немецкими оккупационными силами, но его оттуда вызволили партизаны. После войны, в 1947 году, ОЗНА арестовали его за утверждение, что албанцы не были братьями сербов, и слова, что он «ощутил это братство в 1915 году, когда они убивали нас», в то время когда лидеры Югославии и Албании (Иосип Броз Тито и Энвер Ходжа) были большими друзьями. При этом заслуги Гаврича широко признавались за рубежом: президент Франции Франсуа Миттеран в 1985 году наградил Гаврича орденом, а один из французских генералов отметил, что Гаврич, будь он солдатом Армии Франции, имел бы собственный памятник на Елисейских полях. В 1987 году Гаврич снялся в документальном фильме, в котором рассказал о своей службе в Первой мировой войне.
Момчило Гаврич умер в Белграде в 1993 году. Памятники в его честь установлены на острове Корфу и в Музее Ядра в Лознице. В 2014 году его имя получила одна из улиц в Лознице. 2 апреля 2015 сербское правительство объявило о том, что Гавричу будет поставлен памятник в Белграде.